# Pycnogonum microps
Pycnogonum microps is een zeespin uit de familie Pycnogonidae. De soort behoort tot het geslacht Pycnogonum. Pycnogonum microps werd voor het eerst wetenschappelijk beschreven door Loman. 